# Fallout: Brotherhood of Steel
Fallout: Brotherhood of Steel est un jeu vidéo de type action-RPG situé dans l'univers de Fallout, édité sur PlayStation 2 et Xbox par Interplay en 2004.

## Système de jeu
Fallout: Brotherhood of Steel diffère grandement des autres jeux de la série car il ne s'agit pas d'un jeu de rôle ou d'un jeu de stratégie au tour par tour, mais d'un hack 'n slash. Le joueur dirige son personnage en vue à la troisième personne (la caméra étant placée à la verticale du personnage) dans une série de niveaux linéaires, et doit éliminer tous les adversaires qu'il rencontre.
Le jeu conserve toutefois certains éléments propres au jeu de rôle, notamment un inventaire simplifié, des points d'expérience, des niveaux et des aptitudes à débloquer. De plus, le joueur doit également effectuer plusieurs quêtes obligatoires et optionnelles pour avancer, et peut acheter de l'équipement et des armes auprès de vendeurs.
Des bornes de sauvegarde sont disponibles à intervalles réguliers dans les différents niveaux pour enregistrer sa progression.
Le jeu propose également un mode coopératif à deux joueurs, auquel cas un joueur contrôle la caméra qui s'éloigne légèrement pour répondre au déplacement du second.

### Musique
Là encore, le jeu diffère des autres épisodes de la série, puisque les thèmes musicaux habituels ont été abandonnés pour une bande-son nu metal :
- Skinlab - "Slave the Way"
- Skinlab - "Beneath the surface"
- Skinlab - "Losing All"
- Meshuggah - "Perpetual Black Second"
- Meshuggah - "Straws Pulled at Random"
- Slipknot - "The Heretic Anthem"
- Slipknot - "People = Shit"
- Chimaira - "The Deshumanizing Process"
- Chimaira - "Stigmurder"
- Chimaira - "Pure Hatred"
- Killswitch Engage - "My Last Serenade"
- Killswitch Engage - "Temple From The Within"
- Celldweller - "Stay With Me (Unlikely)"
- Celldweller - "The Last Firstborn"

## Scénario
Le joueur incarne un jeune Initié de la Confrérie de l'Acier, à qui l'on confie la mission de retrouver une caravane disparue de Paladins de la Confrérie. 
Le joueur devra se rendre dans la petite ville de Carbon, puis à Los et enfin dans l'Abri privé de Vault-Tec pour retrouver les Paladins disparus. L'initié devra par ailleurs déjouer les plans d'une division de l'armée des mutants qui a pour but de s'emparer de l'antidote contre la stérilité (détenu dans l'abri privé de Vault-Tec), ce qui leur permettrait de se reproduire et d'étendre leur domination sur la Terre entière.

### Les personnages
Trois personnages jouables sont disponibles au début du jeu :
- Cyrus est le plus fort des trois personnages, et peut manier les armes les plus lourdes. Toutefois, il est aussi le plus lent.
- Nadya est la plus rapide mais aussi la plus vulnérable.
- Cain est une goule disposant de pouvoirs spéciaux, tel que la régénération au contact de radiations.

De plus, il est possible de débloquer trois autres personnages jouables bonus : 
Patty (chef de la sécurité de l'abri de Los). 
Le Paladin Rhombus (un général de la confrérie). 
L'Habitant de l'Abri (le héros du premier Fallout).

### Les armes
Gantelets : armes de corps à corps de base, peu puissants si non équipés de technologies scientifiques.
Massues et marteaux : armes de corps à corps à faible vitesse mais plus puissantes que les gantelets. Tout comme les gantelets, des massues améliorées peuvent être obtenues au fur et à mesure du jeu.
Armes légères : pistolets et fusils, armes bon marché mais puissance médiocre. Consomme des munitions 9 mm et Calibre 12.
Armes lourdes : Desert Eagle, mitrailleuses et lance-roquettes. Dégâts élevés mais coûtent cher.
Armes énergétiques : Pistolets et fusils laser ou plasma. Dégâts très élevés mais ces armes ne s'obtiennent qu'à la fin du jeu et sont hors de prix (mieux vaut bien fouiller les niveaux pour se les procurer sans rien payer) .
Explosifs et grenades : Diverses armes explosives aux dégâts variables. Du simple bâton de dynamite au mini-nuke.

### Les ennemis
Il existe 3 factions ennemies à affronter tout au long du jeu :
Les pillards : Ce sont des humains sans scrupules qui terrorisent les habitants du Wasteland et s'emparent de tout ce qui peut leur servir. Ils ne sont pas particulièrement bien armés (pistolets, fusils...) et leurs armures (cuir, anti-émeute) sont facilement destructibles. Ils sont dirigés par une cheffe sadique, une gothique nommée Jane. Elle excelle au maniement du Desert Eagle.
Les goules : Ce sont les survivants de la grande guerre. Les radiations les font se décomposer et ils ne ressemblent désormais plus qu'a des zombies. Mais ce qu'ils perdent en chair, ils le gagnent en résistance et en longévité. Ils combattent aux fusils d'assaut et aux fusils lasers standards, portent des armures en métal et sont dirigés par un fanatique religieux nommé Blake.
Les mutants : Résultat d'expériences scientifiques à l'éthique douteuse, les mutants sont des humains au code génétique modifié, ce qui les rend incroyablement puissants et résistants, mais aussi très bêtes. Ils portent des armures en métal améliorées ainsi que des armes lourdes et des armes lasers expérimentales, ce qui les rend très dangereux. Leur chef est le général Attis, un guerrier d'une cruauté et d'une robustesse inouïes.

## Accueil
À la sortie du jeu, le producteur exécutif Chuck Cuevas fut accusé par les fans de ne pas avoir respecté le style et la continuité scénaristique de la franchise.
De plus, la presse spécialisée réserva en général des critiques mitigées vis-à-vis de cet opus, pointant du doigt l'abandon de la finesse et de la liberté que proposaient les anciens Fallout.
Le jeu fut un échec commercial, avec seulement 17 000 exemplaires vendus à travers le monde.